# Соната для валторны, трубы и тромбона
Соната для валторны, трубы и тромбона — одно из первых сочинений Франсиса Пуленка для камерного ансамбля, посвящённое композитором своей подруге детства Раймонде Линосье. Написанное в 1922 году, это произведение завершает серию ранних маленьких сонат для духовых инструментов, включающих помимо неё сонату для двух кларнетов (1918) и сонату для кларнета и фагота (1922).
Сам композитор относился к этим своим произведениям не слишком серьёзно, однажды даже заявив, что они были написаны им для развлечения. Однако в 1945 году Пуленк вновь вернулся к своей сонате для валторны, трубы и тромбона и переработал её, создав вторую редакцию.
Короткая трёхчастная соната молодого композитора длится около восьми минут. На протяжении большей части произведения солирует труба, в то время как валторна и тромбон выполняют аккомпанирующую функцию. Жизнерадостная, напоминающая детскую песню, мелодия первой части сменяется спокойным и меланхоличным andante во второй. В финальном рондо же музыка вновь возвращается к радостному настроению первой части, лишь иногда омрачаемому отклонениями в минорный лад.
Несмотря на скептическое отношение Пуленка к своей сонате, она нашла место в репертуаре многих, прежде всего, французских музыкантов-духовиков. Издано достаточно много её аудиозаписей. Среди наиболее известных музыкантов, осуществивших записи сонаты для валторны, трубы и тромбона: Вольфганг Гааг (валторна), Конрадин Грот (труба) и Энрике Креспо (тромбон); Алан Сивил (валторна), Джон Уилбрахем (труба) и Джон Айвсон (тромбон); Андре Казале (валторна), Тьерри Кан (труба) и Мишель Беке (тромбон); Эрве Жулен (валторна), Ги Туврон (труба) и Жак Може (тромбон). Американские музыканты Реймонд Бёрли и Грег Нестор записали сонату в переложении для гитарного дуэта.